# Чалга
Чалга (болг. Чалга, в Болгарии также известен как поп-фолк) — музыкальный жанр, представляющий сочетание поп-музыки и народной музыки. Характерными для него являются повторяющиеся музыкальные и танцевальные ритмы. Некоторые критики связывают поп-фолк с упадком культурных ценностей и определяют его как декадентский стиль.

## История
Слово «чалга» произошло от турецкого «çalgı» (тур. инструмент), которое восходит к арабскому «шалга». Впервые оно упоминается во времена Османской империи и Болгарского возрождения.
Небольшие ансамбли обрели широкую популярность на концертах в торжествах и праздниках — от свадеб до Архиерейский Собор Сербской православной церкви. Репертуар был подчеркнуто эклектичен — балканская народная музыка, городские песни, популярные европейские мотивы (мазурки, польки, вальса и другие танцы). В годы социализма в Болгарии на основе эстетических норм подобные песни не исполнялись.

## Критика
Многие противники этого жанра утверждают, что она не имеет никакого отношения с национальными местными фольклорными традициями и только фольклорные элементы имеют арабское происхождение.

## Поджанры поп-фолка в других странах
- Турбо-фолк (Сербия)[6]
- Лаика (Греция)[7]
- Манеле (Румыния)
- Талава (Албания)
- Рабис (Армения)

## Представители жанра
Болгарские исполнители
- Преслава[8]
- Галена
- Цветелина Янева
- Сильвия
- Фики
- Галин
- Тони Стораро
- Алисия
- Софи Маринова
- Азис
- Ани Хоанг
- Кристиана
- Камелия
- Деси Слава
- Анелия
- Гергана
- Андреа[9]
- Мария
- Ваня
- Малина
- Мира
- Джена
- Яница
- Кости Ионицэ
- Глория
- Кали
- Ивана
- Эмилия
- Тэди Александрова
- Эмануэла
- Роксана
- Соня Немская
- Райна
- Сиана
- Ильян
- Борис Дали
- Константин